# Gil Pidoux

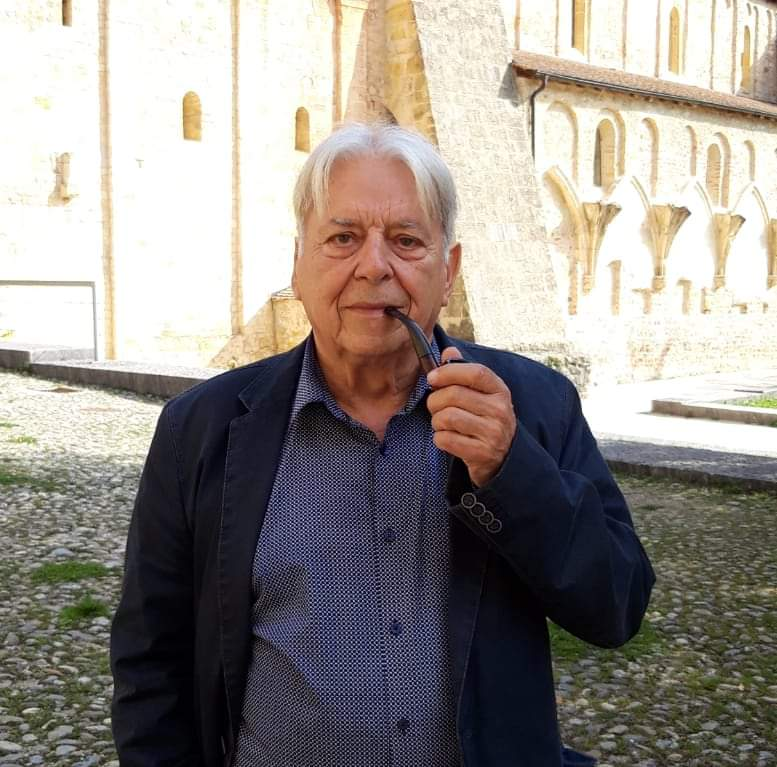
Gil Pidoux

Gil Pidoux (* 8. August 1938 als Gilbert Pidoux in Lausanne, Kanton Waadt) ist ein Schweizer Schriftsteller und Maler.

## Leben
Gil Pidoux, Sohn des Malers Bernard Pidoux (1911–2012), besuchte die Schauspielschule am Conservatoire de Lausanne und die Kunstgewerbeschule in Lausanne. Er war vor allem als Schauspieler, Regisseur und Autor von Theaterstücken und Hörspielen tätig. Sein schriftstellerisches Œuvre umfasst aber auch Gedichte, Erzählungen und einen Roman (Petite Ondine). Dazu kommt sein Werk als Maler.

## Auszeichnungen
- 1998: Prix des écrivains vaudois

## Werke (Auswahl)
- Permission d’être, Paris 1975
- Notre Dame du haut vertige, Lausanne 1976
- Le lieu de l’arbre, Lausanne 1981
- Écriturages, Lausanne 1982
- Compartiments d’imaginaire, Lausanne 1991
- Dédicace de l’aube, Lausanne 1992
- Nuit d’enfance, Lausanne 1992
- Des histoires de nuages, Grolley 1996
- Les veuves, Cossonay 1996
- Petite Ondine, Grolley 1998
- Et si vous brûliez ce livre?, Grolley 2001
- Le dit du désert, Genf 2003
  - Worte der Wüste. Deutsch von Margrit von Dach. Slatkine, Genf 2003, ISBN 2-8321-0113-5.
- Singulier pluriel, Lausanne 2004
- Façons de femmes, Lausanne 2006
- Bestiaire innocent, Bex 2013